# Rudolf Trachsel (Tiermediziner)
Rudolf Trachsel (* 22. Dezember 1804 in Niederbütschel, Kanton Bern; † 7. Juli 1894 ebenda) war ein Schweizer Tierarzt, Politiker und Philanthrop.

## Leben
Trachsel wuchs mit sechs Geschwistern auf einem Bauernhof in der Bungerte (Baumgarten) auf, einem Weiler nordwestlich von Niederbütschel. Er besuchte während neun Jahren die einteilige Primarschule Niederbütschel und half nebenbei auf dem Hof. Wie sein 16 Jahre älterer Bruder Kaspar, der für seine botanischen Studien über die Landesgrenzen hinaus bekannt wurde, wandte er sich der Medizin zu. Mit 22 Jahren begann er das Veterinärstudium in Bern. Periodisch auftretende Viehseuchen und die zunehmende Bedeutung der Nutztierzucht führten in dieser Zeit dazu, dass sich die Vieharznei von Kurpfuscherei und Quacksalbertum löste und professionalisiert wurde. Hatten früher die Viehärzte ihr Metier bei einem Praktiker erlernt, änderte dies mit der Gründung der Tierarzneischulen in Bern (1805) und Zürich (1820).
Nach zweijährigem Studium erwarb er das Patent und eröffnete 1828 seine Viehdoktor-Praxis direkt neben der Arztpraxis seines Bruders in der Bungerte. Später kaufte er in Niederbütschel ein Heimwesen und wohnte dort im Stöckli.
Seine politische Karriere führte vom Unterstatthalter (1831–1846), Gemeindepräsident (1832–1844), ehrenamtlichen Friedensrichter (1847–1884), Präsident des Kirchenvorstandes und der Schulkommission, Mitarbeit im Verfassungsrat des Kantons Bern (1831, 1846, 1885) bis zum Berner Grossen Rat (1836–1886), dessen Sessionen er 1882 und 1886 als Alterspräsident eröffnete.
Sein 1842 geborener Sohn Rudolf wurde ebenfalls Tierarzt und half dem ausserberuflich stark engagierten Vater in dessen Praxis. 1890 zog sich Trachsel von allen öffentlichen Aufgaben zurück und übergab die Tierarztpraxis seinem Sohn.

## Wirken
Rudolf Trachsel wirkte neben seiner umfangreichen beruflichen Tätigkeit als Tierarzt und Mentor der Tierarzneischule in vielen öffentlichen Ämtern in Gemeinde, Amt und Kanton.
Er war massgebend an der Gestaltung des neuen Armengesetzes von 1857/58 beteiligt. Das Armenwesen kannte er aus eigener Anschauung in der Gemeinde und den Privathaushalten, wo das Geld oft leichtsinnig ausgegeben. Im 19. Jahrhundert galten das Schwarzenburgerland und die Region Rüeggisberg als das Armenhaus des Kantons Bern. Die Agrarmodernisierung fand hier nur zögerlich Eingang und Schlechtwetter, Fehlernten und Seuchenzüge führten zu Hungerjahren. Der Viehdoktor war täglich mit dieser menschlichen Not konfrontiert.
Mit der Gründung einer Sparkasse wollte er die Armen und Hoffnungslosen zum Sparen und damit zur Selbsthilfe anhalten. Die Leute sollten ihr erspartes Geld sicher und zinstragend anlegen können. Dank seiner Initiative konnte mit der Ersparniskasse Rüeggisberg 1835 die erste Bank der Region gegründet werden. Er war während nahezu 50 Jahren Präsident des Verwaltungsrates. Als 1885 der Kassierer Friedrich Binggeli mit fast dem ganzen Bargeldsaldo nach Amerika floh, rief man den alten Trachsel zu Hilfe, dem es tatsächlich gelang, die Bank und damit sein Lebenswerk zu retten.

## Freilichtspiel
- Uraufführung eines Freilichtspiels über Leben und Wirken von Viehdoktor und Menschenfreund Rudolf Trachsel im Sommer 2010 in Rüeggisberg. Verfasser und Regisseur Urs Hirschi, Belp.[1]